# Noguera Ribagorzana
La Noguera Ribagorzana è un fiume della Spagna che nasce dai Laghi di Mulleres (Val d'Aran), a 2750 metri di altitudine s.l.m. sul versante meridionale della catena di monti formata dal massiccio di Maladeta - Aneto - Salenques - Gerbosa - Puerto de Viella - Rius e dopo un percorso di 133 chilometri sbocca nel fiume Segre a Corbins.
Per 100 dei suoi 133 chilometri di lunghezza segna il confine tra la Catalogna e l'Aragona. 
L'impiego principale delle sue acque è quello idroelettrico, poiché a causa dell'orografia della zona è molto difficile utilizzarle ai fini agricoli, salvo che nel tratto finale, in prossimità dello sfocio. 
Prende il nome dall'antica Contea di Ribagorza, oggi divisa tra le comarche dell'Alta Ribagorça (Catalogna) e della Ribagorza (Aragona).